# Parasmittina areolata
Parasmittina areolata är en mossdjursart som först beskrevs av Canu och Bassler 1927.  Parasmittina areolata ingår i släktet Parasmittina och familjen Smittinidae. Inga underarter finns listade i Catalogue of Life.